# Bänderkreischeule
Die Bänderkreischeule (Megascops vermiculatus) auch Kritzel-Kreischeule ist eine Art aus der Familie der Eigentlichen Eulen. Sie kommt ausschließlich in Zentral- und Südamerika vor.

## Erscheinungsbild
Mit einer Körpergröße von etwa 20 bis 23 Zentimetern ist die Bänderkreischeule innerhalb ihrer Gattung eine kleine bis mittelgroße Art. Die Federohren sind kurz, die Augen sind leuchtend gelb und die unbefiederten Zehen sind bräunlich pink. Die Art kommt in zwei Farbmorphen, nämlich einer graubraunen und einer rotbraunen, vor. Die Körperunterseite weist feine, dunkle Längsstreifen auf und ist außerdem fein dunkel und weißlich gesprenkelt. Der Gesichtsschleier ist rötlichbraun; ein dunkler Rand fehlt. Der Schnabel ist grünlich-oliv.
Die Bänderkreischeule kann mit mehreren Arten verwechselt werden. Die Rotgesicht-Kreischeule ähnelt ihr sehr, ist aber auf der Körperunterseite weniger dicht gesprenkelt und unterscheidet sich außerdem durch ihr Rufrepertoire. Die Tumbes-Kreischeule hat einen dunklen Oberkopf und lebt in arideren Habitaten als die Bänderkreischeule. Die Tropenkreischeule ist auf der Körperunterseite dicht quer- und längsgestreift.

## Verbreitung und Lebensraum
Das Verbreitungsgebiet der Bänderkreischeule ist Costa Rica, Panama und der äußerste Nordwesten Kolumbiens. Sie ist ein Standvogel. Ihr Lebensraum sind dichte, feuchte Regenwälder mit einem reichen Epiphytenwachstum. 

## Lebensweise
In ihrer Lebensweise gleicht die Bänderkreischeule anderen Kreischeulen. Sie ist eine ausschließlich nachtaktive Eulenart, deren Nahrungsspektrum vermutlich überwiegend aus Insekten besteht. Daneben schlägt sie wahrscheinlich auch kleine Wirbeltiere. Sie brütet in Baumhöhlen. Ansonsten ist über ihre Lebensweise nichts bekannt.

## Belege

### Einzelbelege
1. ↑   König et al., S. 305
2. ↑   König et al., S. 306